# Ligne de Pontarlier à Gilley
La ligne de Pontarlier à Gilley est une ligne de chemin de fer française, située dans le département du Doubs.
Mise en service en 1888 par la Compagnie des chemins de fer de Paris à Lyon et à la Méditerranée (PLM), elle est fermée au trafic ferroviaire en 1988 et déclassée en 1995. Seul un court tronçon à Pontarlier est utilisé jusqu'en 2008.

## Histoire
La ligne est classée dans le réseau d'intérêt général sous le no 122 de « Gilley (Doubs) à Pontarlier » par une loi du 17 juillet 1879 (dite plan Freycinet).
La ligne est déclarée d'utilité publique par une loi le 27 décembre 1879. Elle est concédée à titre définitif à la Compagnie des chemins de fer de Paris à Lyon et à la Méditerranée par une convention signée entre le ministre des Travaux publics et la compagnie le 26 mai 1883. Cette convention est approuvée par une loi le 20 novembre suivant.
La ligne est inaugurée en 1888. La desserte voyageurs prend fin en 1939[réf. souhaitée] tandis que la ligne reste parcourue par des trains de marchandises jusqu'en 1988. Elle sera déclassée en 1995, sauf une courte section utilisée jusqu'en 2008 pour la desserte de l'usine Armstrong de Pontarlier.
La ligne est réaménagée en voie verte entre le pont sur le Doubs et la gare de Gilley.

## Caractéristiques

### Gares
Outre les gares d'extrémités Pontarlier et Gilley la ligne comportait six gares intermédiaires Pontarlier-Saint-Pierre, Doubs, Arçon, Maisons-du-Bois, Montbenoît et La Longeville.

## Après le déclassement
La voie a été déposée et la plateforme aménagée en voie verte.
En 1974, les abords de l'ancienne gare située sur la ligne à Montbenoît sont utilisés comme décors du film Le Crime de l'Orient-Express.